# Răzvan Popa
Răzvan Popa (ur. 20 stycznia 1978 w Braszowie) – rumuński polityk i samorządowiec, deputowany do Parlamentu Europejskiego VIII kadencji.

## Życiorys
Początkowo pracował jako dziennikarz. Zaangażował się w działalność polityczną w ramach Partii Socjaldemokratycznej, był rzecznikiem lokalnych struktur partii i przewodniczącym PSD w Braszowie. W latach 2012–2014 pełnił funkcję zastępcy burmistrza Braszowa, później zasiadał w radzie miejskiej. W 2016 był kandydatem PSD na urząd burmistrza.
W wyborach europejskich w maju 2014 z ramienia lewicowej koalicji skupionej wokół PSD kandydował do PE VIII kadencji. Mandat europosła objął we wrześniu 2017 w miejsce Victora Negrescu. Dołączył do grupy Postępowego Sojuszu Socjalistów i Demokratów.